# Voile de calice
 (juin 2015).
Si vous disposez d'ouvrages ou d'articles de référence ou si vous connaissez des sites web de qualité traitant du thème abordé ici, merci de compléter l'article en donnant les références utiles à sa vérifiabilité et en les liant à la section « Notes et références ».

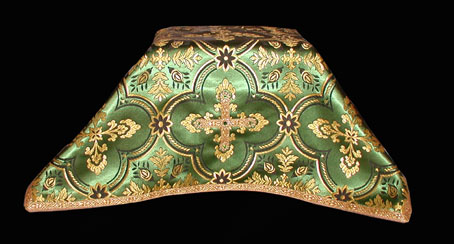
Voile de calice

Le voile de calice, du latin velum qui signifie tenture, rideau, est un ornement utilisé dans la liturgie catholique. 

## Origine et utilisation
Le voile de calice est destiné à recouvrir le calice, la patène et la pale du célébrant. Il est confectionné dans le même tissu que la chasuble dont il est dépendant. Il mesure environ cinquante centimètres de côté et est habituellement muni d'une doublure assortie à celle de la chasuble. Son usage est plus ou moins abandonné dans la nouvelle liturgie, bien qu'il soit explicitement recommandé.